# John McLusky
Hector John McLusky (* 20. Januar 1923 in Glasgow; † 5. September 2006 in Großbritannien) war ein britischer Comiczeichner.

## Leben
Er besuchte Schulen in Roundhay und Warwick. Danach studierte er von 1939 bis 1940 am Leeds College of Art und von 1945 bis 1948 an der Slade School. Anschließend unterrichtete er bis 1950 Kunst an der Highgate School und lehrte später am Stevenage College.
McLusky arbeitete als Erster Ian Flemings James-Bond-Romane für den Daily Express in Comic-Strips um. Zwischen 1958 und 1966 adaptierte er 13 James-Bond-Romane und -Kurzgeschichten. Für das Magazin TV Comic illustrierte McLusky später noch einige Comics.
Er beschickte unter anderem Ausstellungen der Royal Academy of Arts und Royal Society of British Artists. 1996 präsentierte er seine Comic-Strips auf der Ausstellung The Face of James Bond im Barbican Foyer.

## James Bond
- Casino Royale (1958)
- Live and Let Die (1958–1959)
- Moonraker (1959)
- Diamonds Are Forever (1959–1960)
- From Russia with Love (1960)
- Dr. No (1960)
- Goldfinger (1960–1961)
- Risico (1961)
- From a View to a Kill (1961)
- For Your Eyes Only (1961)
- Thunderball (1961–1962)
- On Her Majesty's Secret Service (1964–1965)
- You Only Live Twice (1965–1966)
- Deathmask (1982–1983)
- Flittermouse (1983)
- Polestar (1983)
- The Scent of Danger